# Pantera
Pantera (spanisch für Panther) ist eine US-amerikanische Metal-Band aus Arlington, Texas. Die Bandgründung wird häufig auf das Jahr 1981 datiert, 2003 kam es zur Trennung der Gruppe. Panteras Musik hatte starken Einfluss auf die Entwicklung des modernen Metal und die Band verkaufte etwa 40 Millionen Tonträger und gehört damit zu den erfolgreichsten Bands des Genres.

## Bandgeschichte

### Die ersten Alben (1981 bis 1988)
Von 1983 bis 1985 veröffentlichten Pantera ohne Unterstützung einer Plattenfirma die Alben Metal Magic, Projects in the Jungle und I Am the Night. Die erste Platte, Metal Magic, ist eine Sammlung von Liedern, die stilistisch zwischen kommerziellem Kiss und Glam Metal angesiedelt ist. Ab 1984 wurde der Stil härter und es entstand mit Projects in the Jungle ein Album, das stilistisch zwischen Def Leppards Pyromania und Iron Maidens Killers anzusiedeln ist. Das dritte Album I Am the Night enthält den ersten Speed-Metal-Song der Gruppe (das Titelstück) und bewegt sich ansonsten zwischen Heavy Metal und Power Metal. Das Album schließt mit der Halbballade Forever Tonight.
Die kurz darauf vollzogene Trennung von ihrem damaligen Sänger Terry Glaze und die Aufnahme des aus New Orleans stammenden Phil Anselmo leitete eine Reihe von Veränderungen in der Band ein. 1988 erschien mit Power Metal ein weiteres Album im Eigenvertrieb. Auf der CD ist eine Neufassung des Liedes Down Below (im Original ein Stück vom Album I Am the Night) sowie ein Lied namens Pussy Tight, das Dimebag Darrell sang, enthalten. Die Band spielte auf Power Metal einen Stil zwischen Speed Metal und dem Iron Maidens und Mötley Crües. Danach begann die Gruppe damit, einen deutlich härteren, eigenständigen Sound zu verfolgen, den sie selbst Groove Metal nannte.

### Cowboys from HellundVulgar Display of Power(1989 bis 1993)
Im Jahr 1989 erhielten Pantera nach unzähligen Anläufen beim Major Label Atlantic Records den lang ersehnten Plattenvertrag und es erschien ein Jahr darauf mit dem von Terry Date produzierten Cowboys from Hell ihr erstes Album, das nicht im Eigenvertrieb entstanden war. Der herausragende Stil der Gruppe – geprägt von Phil Anselmos aggressivem, kraftvollen Gesang, der extravaganten Spielweise von Gitarrist Dimebag Darrell und dem präzisen Doublebass-Spiel seines Bruders Vinnie Paul – ließ Kritiker aufhorchen und läutete den Start einer steilen Karriere ein.
Nach ausgiebigen Touren quer durch die Welt schaffte es die Single Mouth for War vom 1992er Album Vulgar Display of Power als erste Albenauskopplung überhaupt direkt Platz 1 in den US-Metal-Charts zu erreichen. Pantera erhielten in dieser Zeit allgemein viel Aufmerksamkeit und Bestätigung für die Verfolgung ihres zuvor eingeschlagenen musikalischen Weges.

### Far Beyond DrivenundThe Great Southern Trendkill(1994 bis 1999)
1994 veröffentlichten Pantera das Album Far Beyond Driven, das nach eigener Aussage das härteste Album aller Zeiten sein sollte. Abgeschlossen wird die CD durch ein Cover von Black Sabbaths Planet Caravan, das durch seine ruhige Atmosphäre, den Einsatz von Akustikgitarren und außergewöhnlicher Percussion einen Kontrapunkt zu den vorigen Tracks darstellt. Die Band erreichte ohne jegliche Radio-Unterstützung die Spitze der Billboard-Charts und galt Mitte der 1990er als einflussreichste und wegweisendste harte Gruppierung. Songs wie I’m Broken oder 5 Minutes Alone sind bis heute Klassiker im Metalgenre. Noch im selben Jahr wurden Pantera für einen Soundtrack-Beitrag für den Hollywoodfilm The Crow – Die Krähe angefragt. Sie steuerten mit dem Song The Badge (ursprünglich von Poison Idea) ein für die Band untypisches Stück bei. Ebenfalls 1994 erschien Alive and Hostile E.P.
The Great Southern Trendkill erschien 1996 und sollte in Anbetracht des aufgekommenen Hypes um einzelne Rockgruppen jegliche kommerzielle Anleihen der vorigen Tage vergessen machen. Pantera erreichten insofern ihr Ziel, als es bis heute das am wenigsten beachtete Album der Band blieb. Fachmagazine kritisierten dabei die übertriebene musikalische Brutalität und verschiedene – auch textlich thematisierte – Drogeneskapaden von Phil Anselmo bis hin zu einer notwendigen Wiederbelebung. Auf Konzerten fiel Sänger Phil Anselmo mit ersten rassistischen Ansagen über White Power auf, was 1995 erstmals für einen Knick in der Karriere sorgte und sich bis weit in die 2000er Jahre wiederholte.

### Reinventing the Steelund Auflösung (2000 bis 2021)
Ihre Veröffentlichung Reinventing the Steel aus dem Jahr 2000 ist musikalisch ein Rückgriff auf die vorherigen Alben ohne wirklich erkennbare Weiterentwicklung. Dennoch wurde das Album von Fans und Kritikern überwiegend positiv aufgenommen. Kerry King von Slayer hat einen Gastauftritt auf Goddamn Electric. Nach einem weiteren Soundtrack-Beitrag für Heavy Metal 2000 wurde es still um Pantera. Verschiedene Streitigkeiten zwischen Phil Anselmo und dem Rest der Bandmitglieder ließen Trennungsgerüchte aufkommen. Seit 2003 gilt die Band offiziell als aufgelöst. Zu diesem Zeitpunkt war Phil Anselmo schon mit seinem Hardcore-Projekt Superjoint Ritual unterwegs, sowohl in Interviews als auch auf Konzerten ließ er kein gutes Haar an seinen ehemaligen Mitmusikern. Vinnie Paul und Dimebag Darrell gründeten daraufhin ihrerseits eine neue Band namens Damageplan. Darrell kam am 8. Dezember 2004 bei einem Konzert dieser neuen Band im Alrosa Villa Club in Columbus, USA zu Tode, als ein 25-jähriger geistig verwirrter Mann auf die Bühne sprang und gezielt auf ihn schoss.
Im Jahr 2012 erschien mit der Promo-Single Piss ein bis dahin unveröffentlichter Pantera-Song, der aus den Aufnahmesessions zum 20 Jahre zuvor veröffentlichten Vulgar Display of Power stammt. Das zentrale Riff ist auch im Stück Use My Third Arm vom Album Far Beyond Driven (1994) zu hören. Am 22. Juni 2018 starb Gründungsmitglied Vinnie Paul im Alter von 54 Jahren.

### Wiedervereinigung (seit 2022)

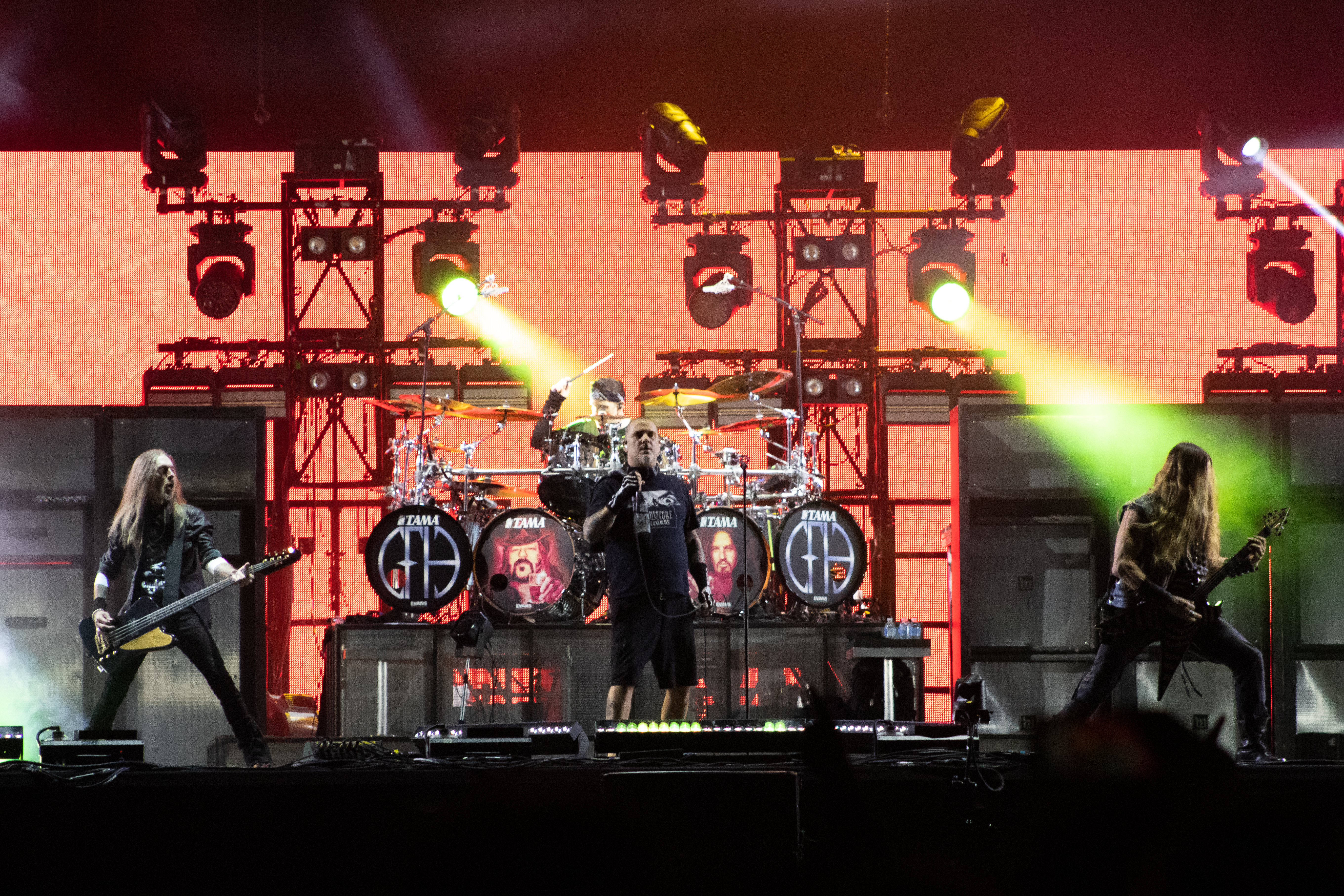
Pantera, 2022

Im Juli 2022 wurde erstmalig bekannt, dass für 2023 eine Reunion-Tour geplant sei.  Die beiden Bandmitglieder Phil Anselmo und Rex Brown wurden hierfür von der Agentur Artist Group International durch die Agenten Dennis Arfa und Peter Pappalardo unter Vertrag genommen. Das Line-Up wird durch Zakk Wylde (u. a. Black Label Society und Ozzy Osbourne) an der Gitarre und Charlie Benante (Anthrax) am Schlagzeug vervollständigt. Die Ankündigung einer Reunion ohne die verstorbenen Abbott-Brüder führte schon im Vorfeld zu einer Spaltung unter den Anhängern. Auch prominente Stimmen sahen es kritisch, dass die Band wieder unter dem Namen Pantera auftreten würde. So verwahrte sich die Nachlassverwaltung von Vinnie Paul gegen den Begriff einer Reunion, unterstützt aber auch das Andenken an die Band durch weitere Konzerte:

“There can never be a PANTERA reunion without Vinnie and Dime. However, there is no better way to celebrate and honor Vinnie and Dime's legacy, than to bring the music of PANTERA directly to the fans. We are honored that Charlie and Zakk, their very close friends and musical brothers, will share the stage with Philip and Rex, to unleash the power of PANTERA live around the world.”

„Es kann niemals eine PANTERA-Reunion ohne Vinnie und Dime geben. Dennoch gibt es keinen besseren Weg, Vinnie und Dimes Vermächtnis zu feiern und zu ehren, als die Musik direkt zu den Fans zu bringen. Es ist uns eine Ehre, dass Charlie und Zakk, ihre engen Freunde und musikalischen Brüder, die Bühne mit Philip und Rex teilen, um die Energie PANTERAS live um die ganze Welt zu entfesseln.“

Auch Tom Gabriel Fischer (Triptykon, Ex-Celtic Frost) wandte sich in einem Interview in der Radiosendung Meltdown der Detroiter Station WRIF gegen den Begriff der Reunion, sondern für ihn sei diese Formation unter dem Namen Pantera nur in Ordnung, wenn die Tour als Tribute Tour konzipiert würde.
Nach öffentlicher Kritik aufgrund von Rassismusvorwürfen gegen Sänger Phil Anselmo aus dem Jahr 2016 wurde Anfang 2023 ein geplanter Auftritt der Band im Juni 2023 auf den Zwillingsfestivals Rock am Ring und Rock im Park wieder aus dem Programm genommen. Auch das geplante Konzert in Wien Ende Mai 2023 wurde aus demselben Grund abgesagt.
In einem Interview im März 2024 deutete Bassist Rex Brown an, dass Pantera in der Zukunft wahrscheinlich neue Musik veröffentlichen werden (was ihr erstes neues Material seit 2000 wäre): "Oh, absolutely. Yeah, I could tell you more but I'm not going to."

## Diskografie
Studioalben

| Jahr | Titel Musiklabel                              | Höchstplatzierung, Gesamtwochen, AuszeichnungChartplatzierungen (Jahr, Titel, Musiklabel, Platzierungen, Wochen, Auszeichnungen, Anmerkungen) | Höchstplatzierung, Gesamtwochen, AuszeichnungChartplatzierungen (Jahr, Titel, Musiklabel, Platzierungen, Wochen, Auszeichnungen, Anmerkungen) | Höchstplatzierung, Gesamtwochen, AuszeichnungChartplatzierungen (Jahr, Titel, Musiklabel, Platzierungen, Wochen, Auszeichnungen, Anmerkungen) | Höchstplatzierung, Gesamtwochen, AuszeichnungChartplatzierungen (Jahr, Titel, Musiklabel, Platzierungen, Wochen, Auszeichnungen, Anmerkungen) | Höchstplatzierung, Gesamtwochen, AuszeichnungChartplatzierungen (Jahr, Titel, Musiklabel, Platzierungen, Wochen, Auszeichnungen, Anmerkungen) | Höchstplatzierung, Gesamtwochen, AuszeichnungChartplatzierungen (Jahr, Titel, Musiklabel, Platzierungen, Wochen, Auszeichnungen, Anmerkungen) | Anmerkungen                                                  |
| Jahr | Titel Musiklabel                              | DE | AT | CH | UK | US | AU | Anmerkungen                                                  |
| ---- | --------------------------------------------- | --- | --- | --- | --- | --- | --- | ------------------------------------------------------------ |
| 1983 | Metal Magic                                   | — | — | — | — | — | — | Erstveröffentlichung: 10. Juni 1983                          |
| 1984 | Projects in the Jungle Metal Magic            | — | — | — | — | — | — | Erstveröffentlichung: 27. Juli 1984                          |
| 1985 | I Am the Night Metal Magic                    | — | — | — | — | — | — | Erstveröffentlichung: 16. August 1985                        |
| 1988 | Power Metal Metal Magic                       | — | — | — | — | — | — | Erstveröffentlichung: 24. Juni 1988                          |
| 1990 | Cowboys from Hell Atco Records                | — | — | — | UK— GoldUK | US117 ×2Doppelplatin · (1 Wo.)US | AU— GoldAU | Erstveröffentlichung: 24. Juli 1990 Verkäufe: + 2.135.000    |
| 1992 | Vulgar Display of Power Atco Records          | DE69 (9 Wo.)DE | — | — | UK64 Gold · (4 Wo.)UK | US44 ×2Doppelplatin · (80 Wo.)US | AU— PlatinAU | Erstveröffentlichung: 25. Februar 1992 Verkäufe: + 2.257.500 |
| 1994 | Far Beyond Driven EastWest Records            | DE7 (26 Wo.)DE | AT8 (22 Wo.)AT | CH21 (9 Wo.)CH | UK3 Gold · (4 Wo.)UK | US1 Platin · (29 Wo.)US | AU1 Platin · (15 Wo.)AU | Erstveröffentlichung: 22. März 1994 Verkäufe: + 1.455.000    |
| 1996 | The Great Southern Trendkill EastWest Records | DE29 (9 Wo.)DE | AT14 (16 Wo.)AT | CH37 (3 Wo.)CH | UK17 Silber · (4 Wo.)UK | US4 Platin · (16 Wo.)US | AU2 Gold · (11 Wo.)AU | Erstveröffentlichung: 7. Mai 1996 Verkäufe: + 1.102.500      |
| 2000 | Reinventing the Steel EastWest Records        | DE18 (7 Wo.)DE | AT26 (3 Wo.)AT | CH84 (2 Wo.)CH | UK33 (2 Wo.)UK | US4 Gold · (12 Wo.)US | AU2 (4 Wo.)AU | Erstveröffentlichung: 21. März 2000 Verkäufe: + 500.000      |